# Bathymodiolus azoricus
Bathymodiolus azoricus is een tweekleppigensoort uit de familie van de Mytilidae. De wetenschappelijke naam van de soort is voor het eerst geldig gepubliceerd in 1999 door Cosel & Comtet.